# Сент-Илер-ле-Курб
Сент-Иле́р-ле-Курб (фр. Saint-Hilaire-les-Courbes, окс. Sent Alari de las Corbas) — коммуна во Франции, находится в регионе Лимузен. Департамент — Коррез. Входит в состав кантона Треньяк. Округ коммуны — Тюль.
Код INSEE коммуны — 19209.
Коммуна расположена приблизительно в 370 км к югу от Парижа, в 55 км юго-восточнее Лиможа, в 39 км к северу от Тюля.

## Население
Население коммуны на 2008 год составляло 160 человек.
| 1962 | 1968 | 1975 | 1982 | 1990 | 1999 | 2008 |
| ---- | ---- | ---- | ---- | ---- | ---- | ---- |
| 276  | 328  | 245  | 208  | 180  | 171  | 160  |

## Экономика

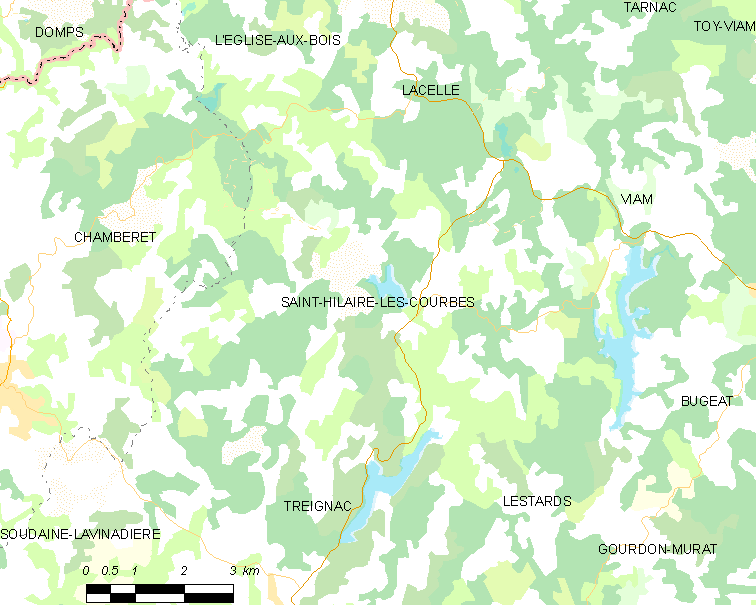
Карта коммуны

В 2007 году из 91 человека в трудоспособном возрасте (15-64 лет) 66 были экономически активными, 25 — неактивными (показатель активности — 72,5 %, в 1999 году было 77,7 %). Из 66 активных работали 64 человека (36 мужчин и 28 женщин), безработных было 2 (1 мужчина и 1 женщина). Среди 25 неактивных 10 человек были учениками или студентами, 12 — пенсионерами, 3 были неактивными по другим причинам.